# 0883
0883 è il prefisso telefonico del distretto di Andria, appartenente al compartimento di Bari.
Il distretto comprende nove dei dieci comuni della provincia di Barletta-Andria-Trani (fa eccezione il comune di Bisceglie che usufruisce del prefisso 080). Confina con i distretti di Bari (080) a est, di Potenza (0971) e di Melfi (0972) a sud, di Cerignola (0885) e di Manfredonia (0884) a ovest.

## Aree locali
Il distretto di Andria comprende 9 comuni compresi nelle 3 aree locali di Andria (ex settori di Andria e Trani), Canosa di Puglia (ex settori di Canosa di Puglia, Minervino Murge e Spinazzola) e Trinitapoli.

## Comuni
I comuni compresi nel distretto sono: Andria, Barletta, Canosa di Puglia, Margherita di Savoia, Minervino Murge, San Ferdinando di Puglia, Spinazzola, Trani e Trinitapoli .